# Вулиця Коцюбинського (Броди)
Ву́лиця Ко́цюбинського — одна з центральних вулиць м. Броди, Львівської області. Починається від перехрестя з майданом Свободи й вул. 22 Січня та прямує до перехрестя з вулицями Кривоноса та Пластунів, а також утворюючи перехрестя з вулицею Січових Стрільців. Прилучається вулиця Великі Фільварки.

## Історія
Вулиця утворилася в межах східної та північної ліній колишнього земляного оборонного міського валу XVII століття, що брав свій початок від колишньої Львівської брами та тягнувся у бік Великих Фільварків. Відомо, за чотири бастіони, які знаходилися: перший — між Бродівським РЕМом та педагогічним коледжем, далі йшла куртина, що закінчувалася другим — біля Бродівської гімназії; третій — на території Бродівської ЦРЛ (зберігся до наших днів) та четвертий — на сучасній вул. Валовій. 
Первісна забудова початку сучасної вулиці Коцюбинського розпочалася ще в середині XIX століття, але, на жаль, вона вся втрачена, через часті пожежі, перебудови. Сучасний архітектурний ансамбль забудови вулиці сформований на початку XX століття та являє собою зразки австрійської сецесії та неоромантизму. Початково вулиця складалася з чотирьох частин, що мали назви: вул. Вали Вольності, де на початку XX століття були споруджені колишні будівлі торгово-промислової палати та повітового австрійського суду; вул. Вали Гімназійні, де наприкінці XIX століття споруджено Бродівську гімназію; вул. Вали Шпитальні, де знаходилася стара лікарня, знищена під час другої світової війни; вул. Вали Лешнівські, де колись знаходився четвертий бастіон міського валу. За радянських часів вулиці Вали Вольності, Вали Гімназійні та Вали Шпитальні об'єднали в одну — вулицю Коцюбинського, названу так на честь видатного українського письменника та громадського діяча Михайла Коцюбинського.

## Забудова
У забудові вулиці Михайла Коцюбинського переважають архітектурні стилі — сецесія та неоромантизм. Декілька двоповерхових кам'яниць на вул. Коцюбинського є пам'ятками архітектури місцевого значення:
№ 4. Колишня будівля повітового суду
 Пам'ятка архітектуримісцевого значення № 674-м
Будівлю повітового суду було споруджена 1911 року на місці давнішої споруди XIX століття, за проєктом архітектора Ґіполіта Славінського в стилі неоромантизму. Будівельними роботами керував Міхал Домбровський. У 1915 році інтер'єри споруди було змінено; крім суду, частину приміщення займали камери попереднього ув'язнення. Будівля використовувалася за призначенням (суд, прокуратура, в'язниця) до кінця другої світової війни, але під час німецької окупації тут містився санаторій, де проходили реабілітацію німецькі вояки. У 1945 році приміщення колишнього повітового суду було передано для розташування Бродівського педагогічного училища. У 1996 році до приміщення було добудовано нові корпуси, а з 2002 року на базі педучилища створено педагогічний коледж, якому 2003 року присвоєно ім'я Маркіяна Шашкевича.
Будівлі напроти коледжу були знищені під час другої світової війни і цьому місці утворився сквер, на якому за радянських часів було встановлено пам'ятник російському полководцю Михайлу Кутузову. Наприкінці 2000-х років пам'ятник демонтовано, натомість у листопаді 2015 року. у сквері на цьому місці встановлено пам'ятний знак Героям Небесної Сотні (автори — львівські скульптори Володимир, Андрій та Роман Оврахи). Урочисте відкриття відбулося 29 травня 2016 року і відтоді колишній безіменний сквер отримав назву — сквер Героїв Майдану. 
№ 7. Колишня будівля «Сокола»
 Пам'ятка архітектуримісцевого значення № 675-м
Двоповерхова будівля споруджена близько 1910 року в стилі неоромантизму для потреб польського гімнастичного товариства «Сокіл». 29—30 серпня 1920 року тут відбувся перший з'їзд ревкомів Бродського повіту, у якому узяло участь близько 120 делегатів. На з'їзді підіймалися питання розподілу колишніх панських земель між селянами, збору врожаю, допомоги армії, розвитку культури, освіти та багато інших. Також на з'їзді було одностайно схвалено декларацію Галицького ревкому «До трудящих всього світу», де відзначалося, що вся влада у Східній Галичині здійснюється Галицьким ревкомом. Нині тут міститься Бродівський районний Народний дім «Просвіта». На початку 2000-х років будівля постраждала від пожежі. По пожежі відбулася реставрація будинку з відновленням унікальних сецесійних вітражів початку XX століття. Цю ж саму адресу має діагностичний центр «Медіс».
№ 8. Колишня будівля торгово-промислової палати
 Пам'ятка архітектуримісцевого значення № 676-м
Торгово-промислова палата була заснована в Бродах 1850 року та діяла до 1929 року. Наприкінці XIX століття для цієї установи було споруджено це приміщення в стилі неоромантизму, з використанням елементів сецесії. Будинок оздоблений фігурами, що символізують ремесла і промисловість та фігурами атлантів та каріатид, а центральний вхід увінчаний скульптурним зображенням голови лева. Після закриття установи в приміщенні містилася торговельна дворічна школа, яку згодом була реформована в купецьку гімназію. З приходом радянської влади у вересні 1939 року тут відкрили неповну середню школу № 2. Під час німецької окупації тут розмістилася адміністрація Бродівського повіту (ляндкомісаріат). По війні, у 1945 році в будівлі колишнього повітового суду відкрилася Бродівська середня школа № 2 з російською мовою навчання. Від 1977 року тут знаходяться початкові класи Бродівської середньої школи № 1 (нині — Бродівська загальноосвітня школа І ступеня № 1).
№ 10. Будинок Бродівської гімназії
 Пам'ятка архітектуримісцевого значення № 677-м
10 травня 1881 року, згідно з угодою між австрійським урядом та гміною Бродів, під сучасний будинок гімназії був закладений наріжний камінь. Відтак навчальний заклад отримав ім'я кронпринца Рудольфа — «Ц. К. вища реальна гімназія імені архікнязя Рудольфа». Навчання в новому приміщенні розпочалось з вересня 1883 року. Під час першої світової війни споруда була зайнята під військові казарми та шпиталь. На початку 1919/1920 навчального року, коли Галичина і Волинь увійшли до складу Другої Речі Посполитої, гімназія у Бродах згідно з ухвалою Педагогічної Ради отримала назву «Державна гімназія імені Юзефа Коженьовського в Бродах». У вересні 1939 року, з приходом радянської влади, польську державну гімназію було закрито, а на базі закритого навчального закладу було створено середню школу № 5 з українською мовою навчання, яка проіснувала до червня 1941 року. Під час німецької окупації міста приміщення гімназії використовувалося як військові казарми. З роки війни приміщення зазнало руйнувань, а по війні, з січня 1946 року у відремонтованій будівлі гімназії відновився навчальний процес бродівської середньої школи № 1 з українською мовою навчання. 4 серпня 1997 року, Бродівська середня школа № 1 була реорганізована у Бродівську гімназію, якій 15 березня 1999 року було присвоєно ім'я Івана Труша.
№ 12. Колишня будівля каси хворих
Нині тут міститься загально–поліклінічне відділення Бродівської центральної районної лікарні.
№ 14. Вілла Яна Вольніка
 Пам'ятка архітектуримісцевого значення № 1747-м
Вілла споруджена на початку XX століття в стилі сецесії. Міжвоєнним власником будинку був польський державний нотаріус Ян Вольнік. За радянських часів колишня вілла перетворена на багатоквартирний будинок.

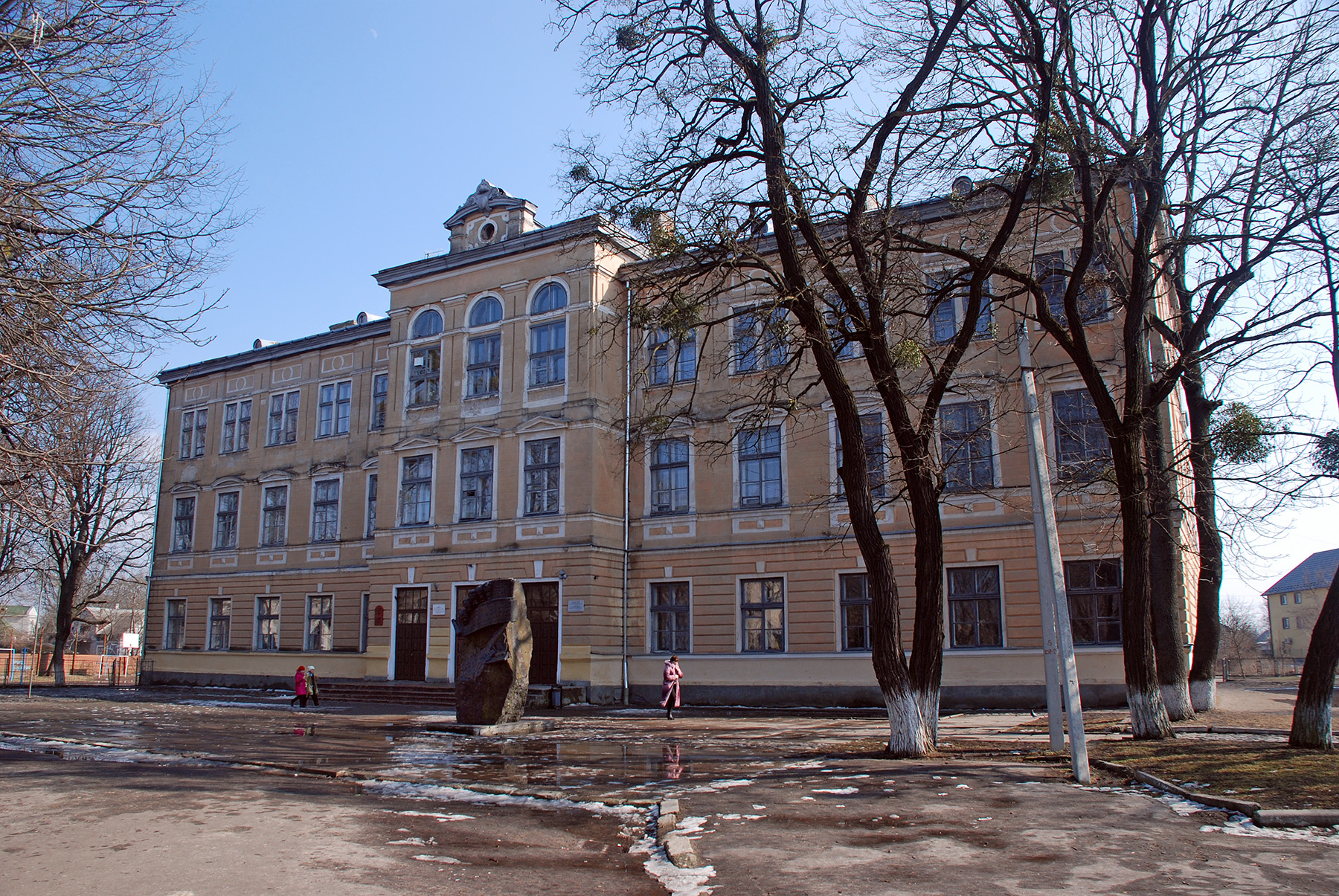
Бродівська гімназія
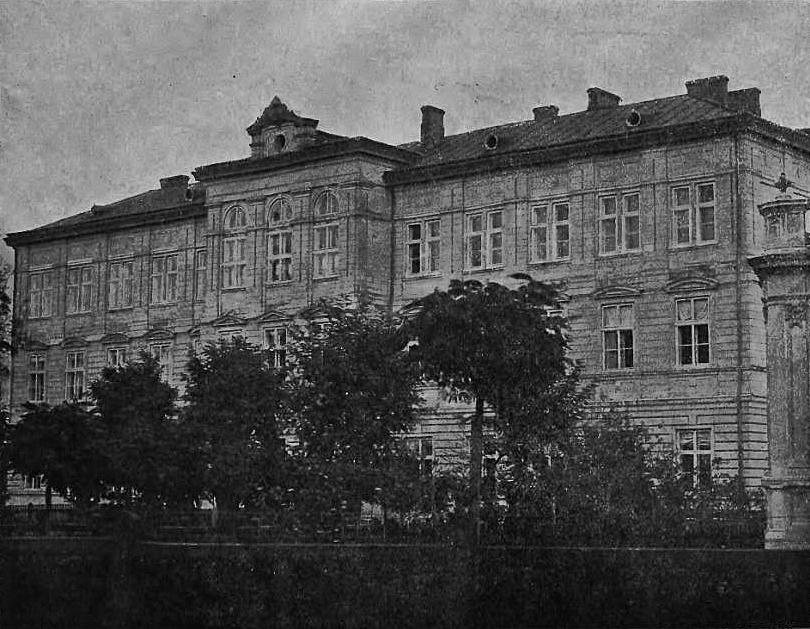
Бродівська гімназія на початку XX ст.
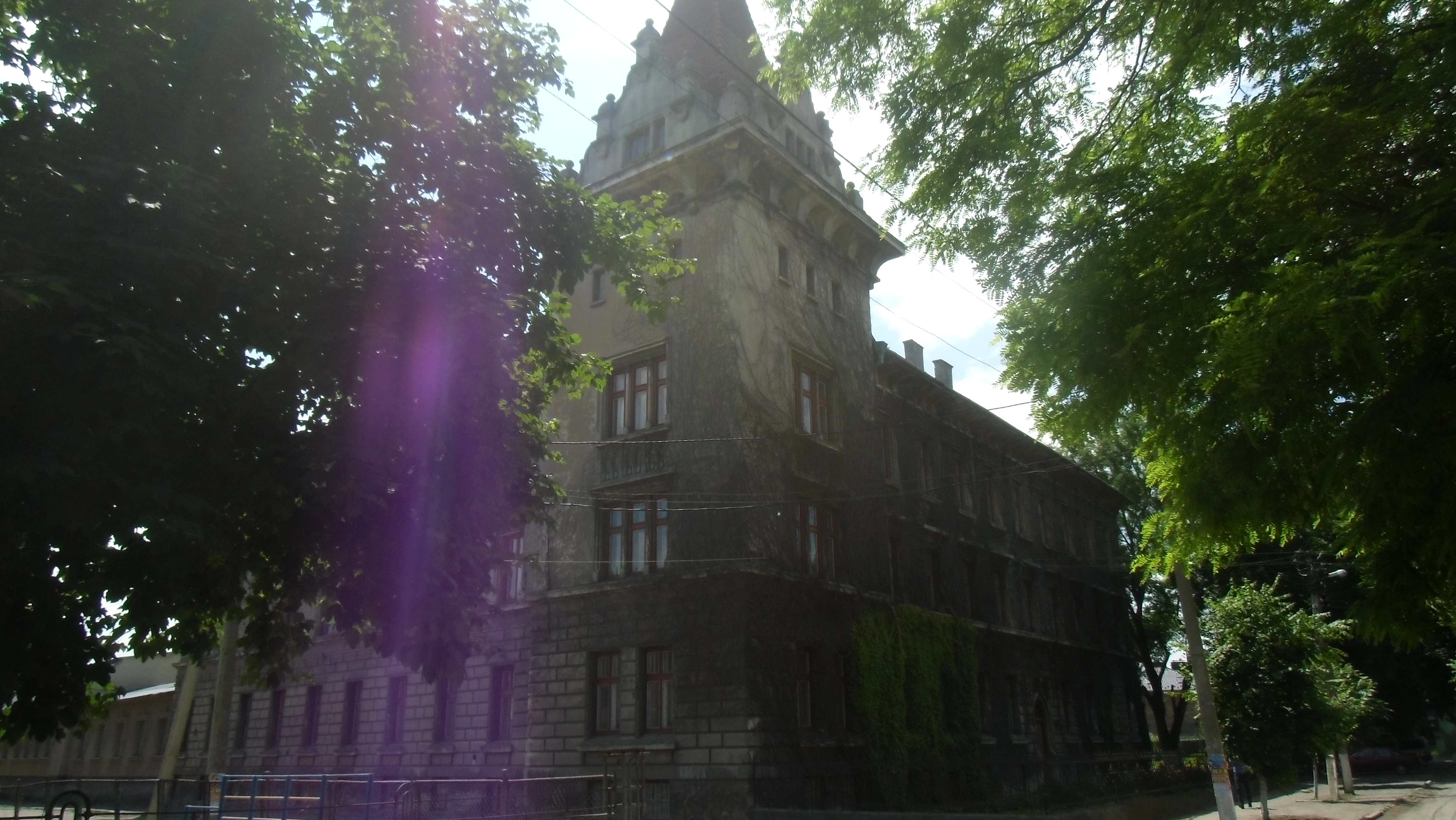
Колишня будівля повітового суду
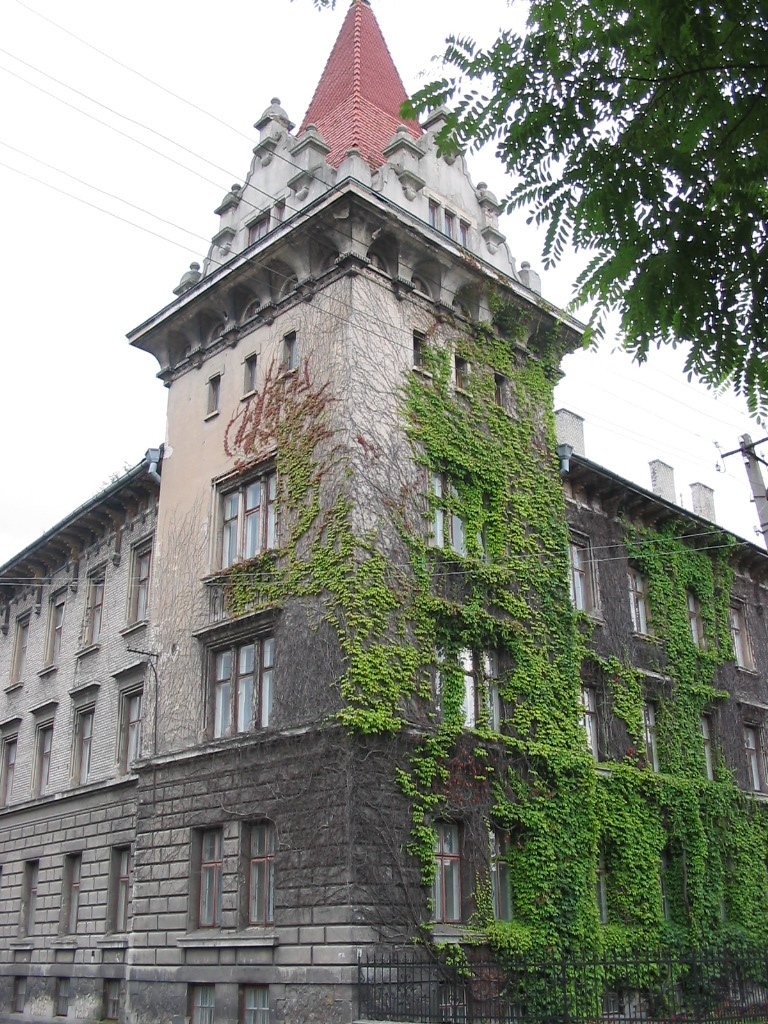
Колишня будівля повітового суду
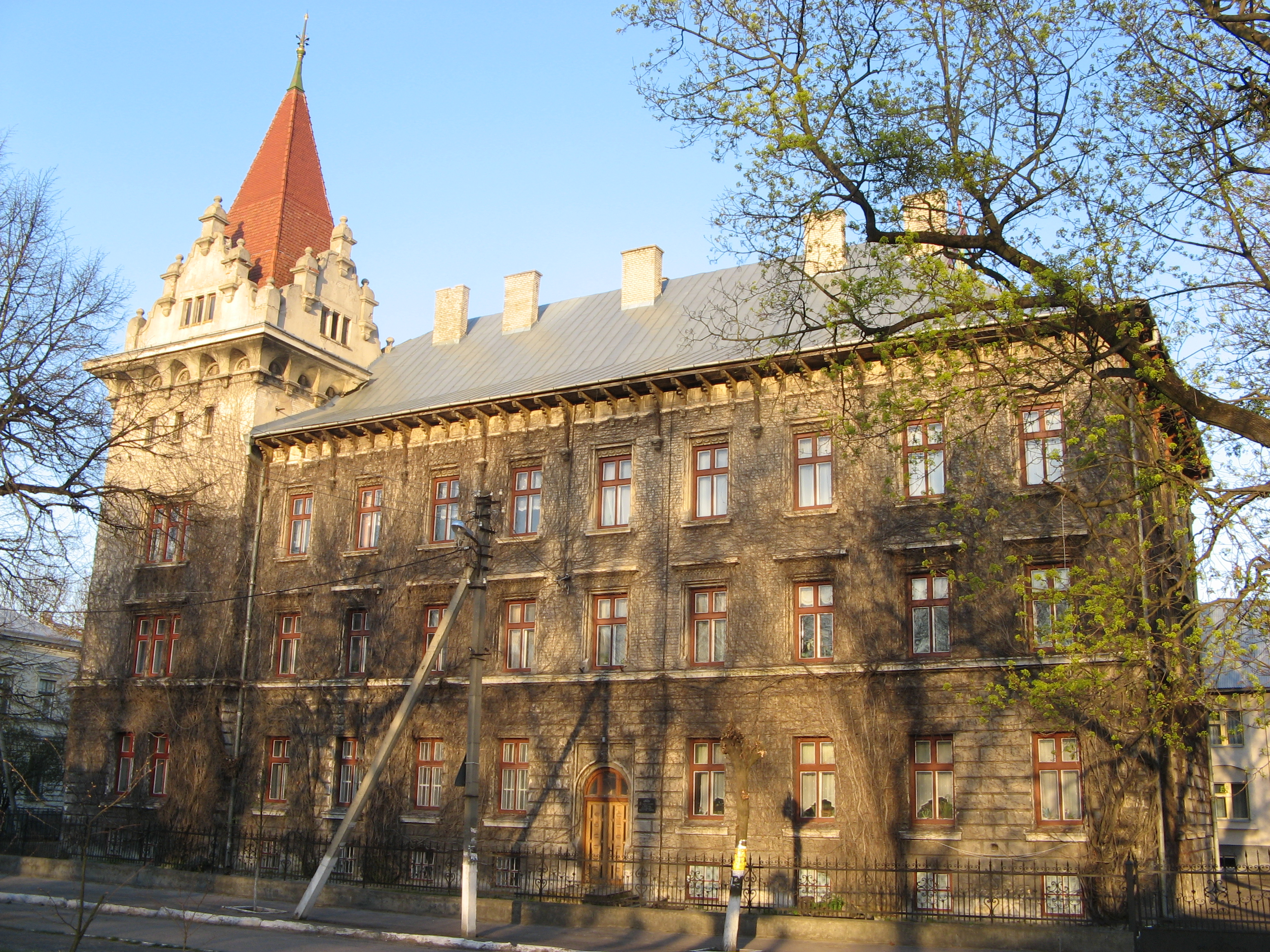
Колишня будівля повітового суду
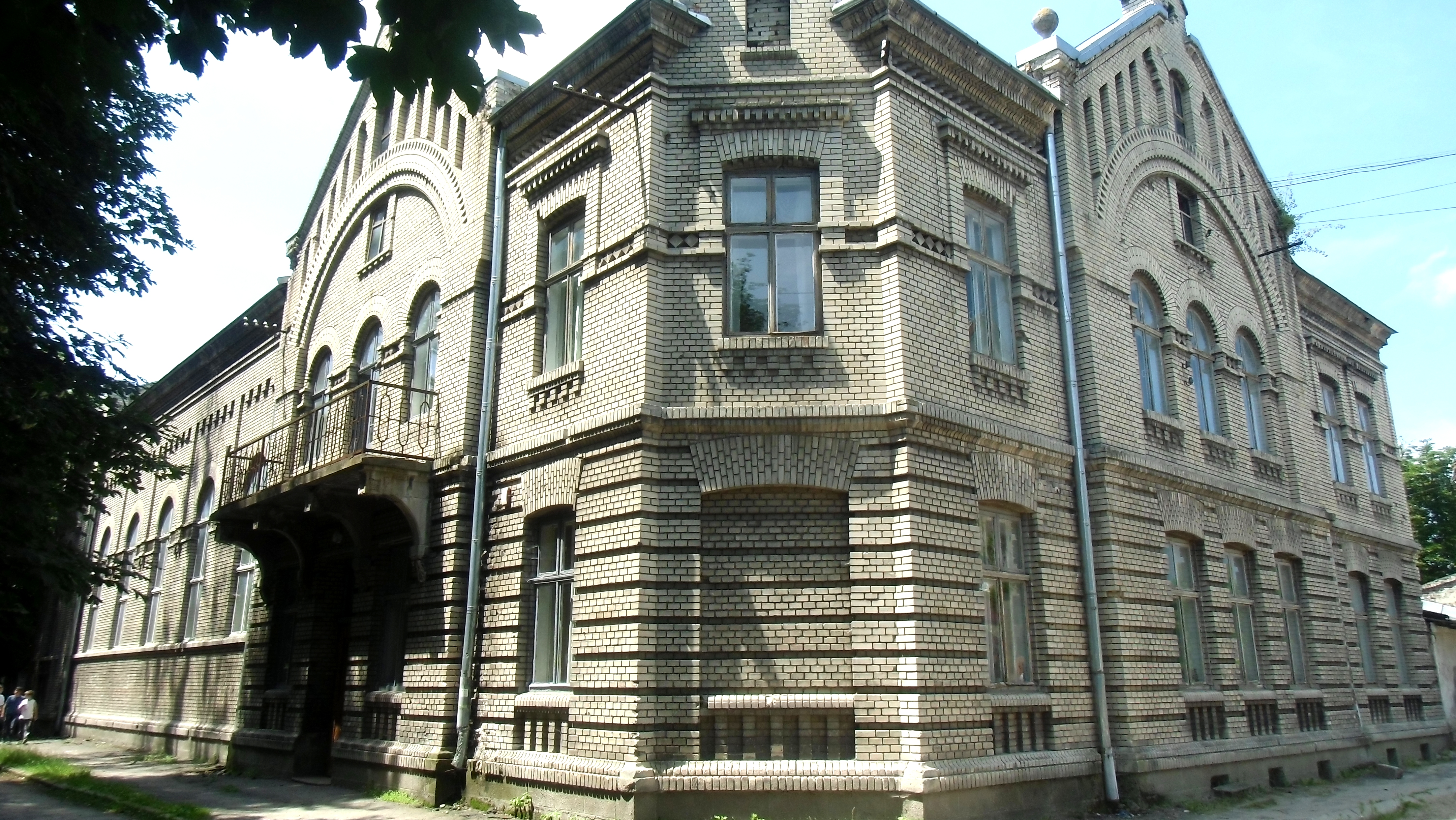
Колишній будинок «Сокола»
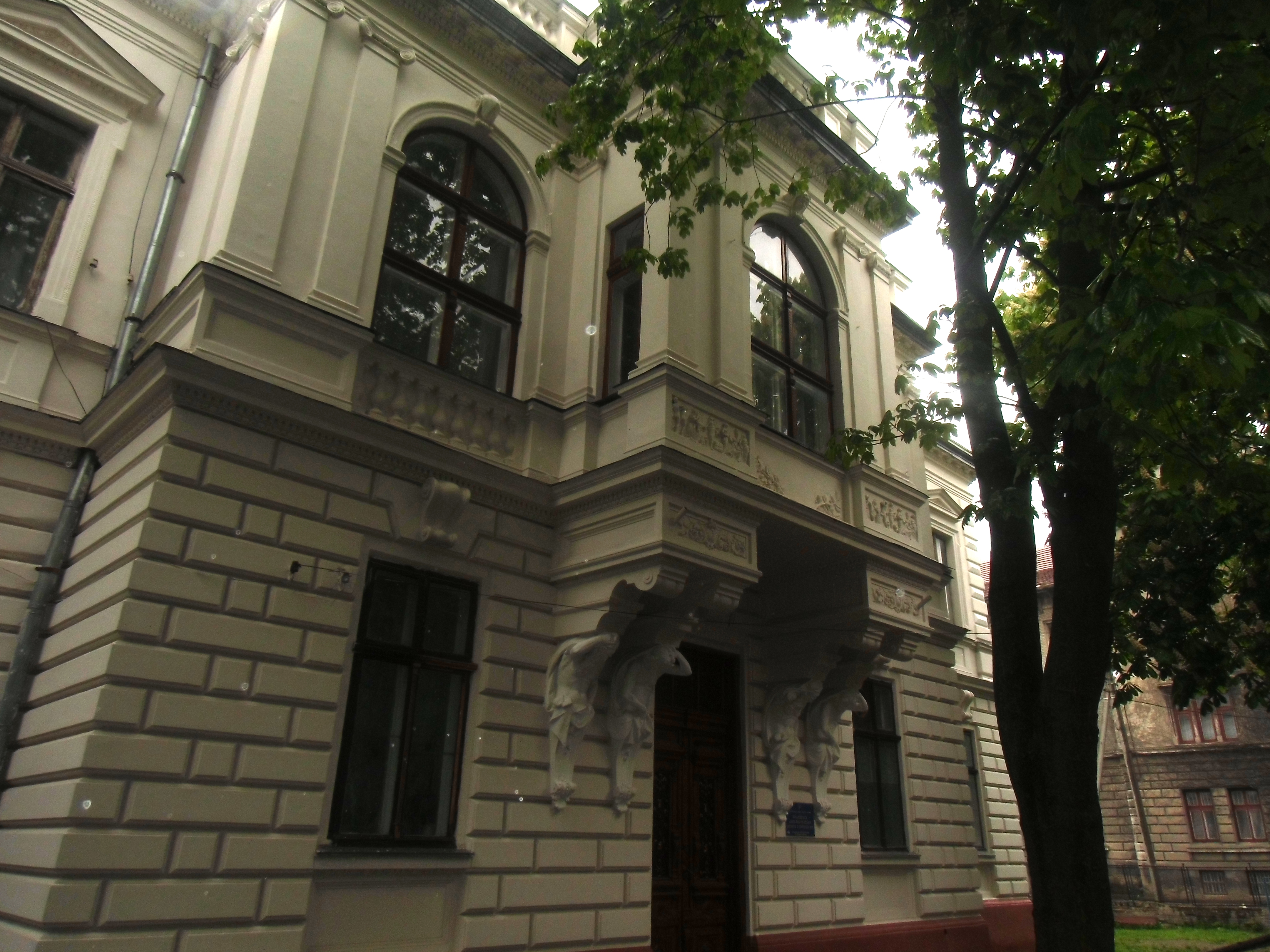
Колишня будівля торгово-промислової палати
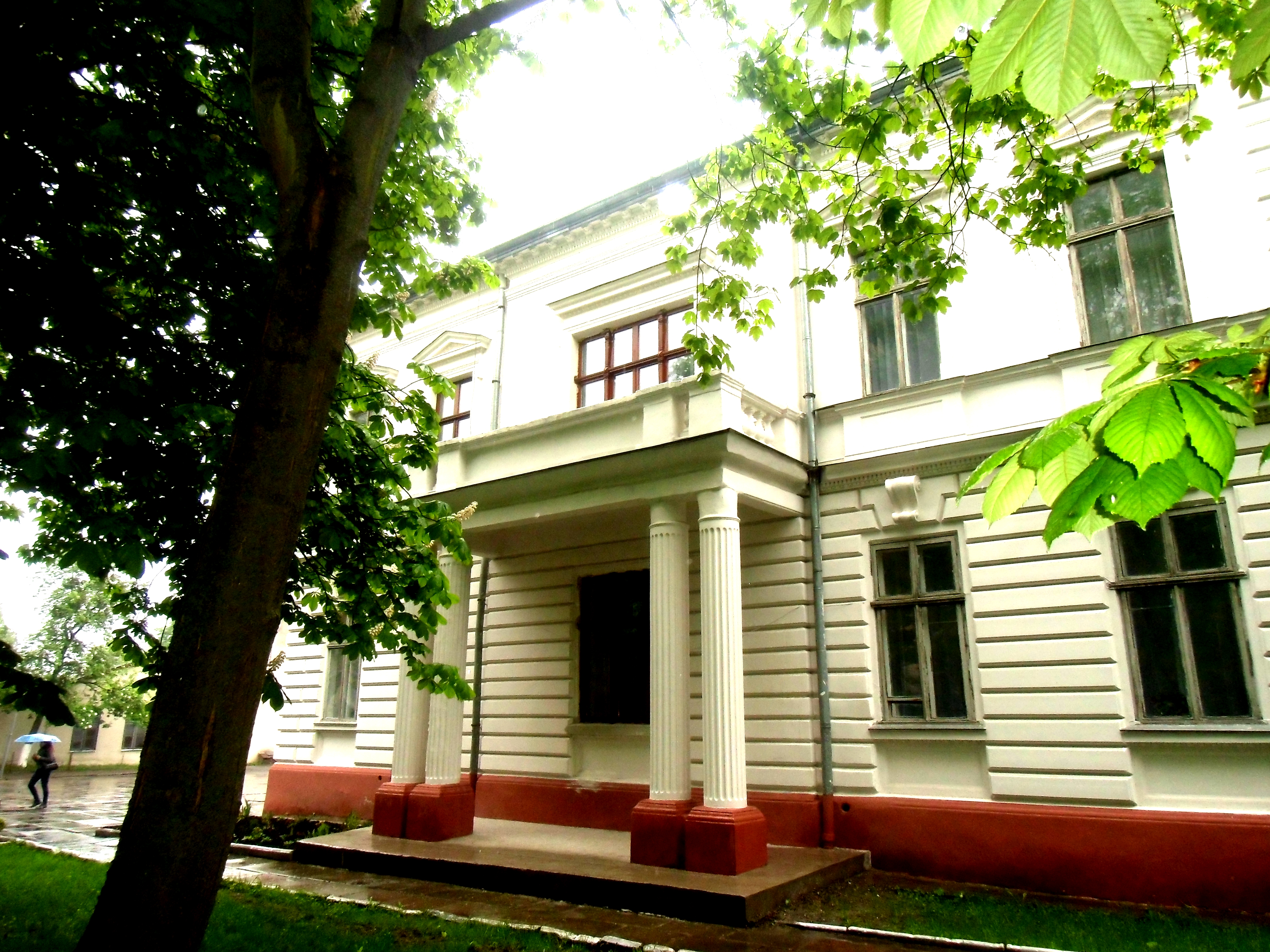
Колишня будівля торгово-промислової палати
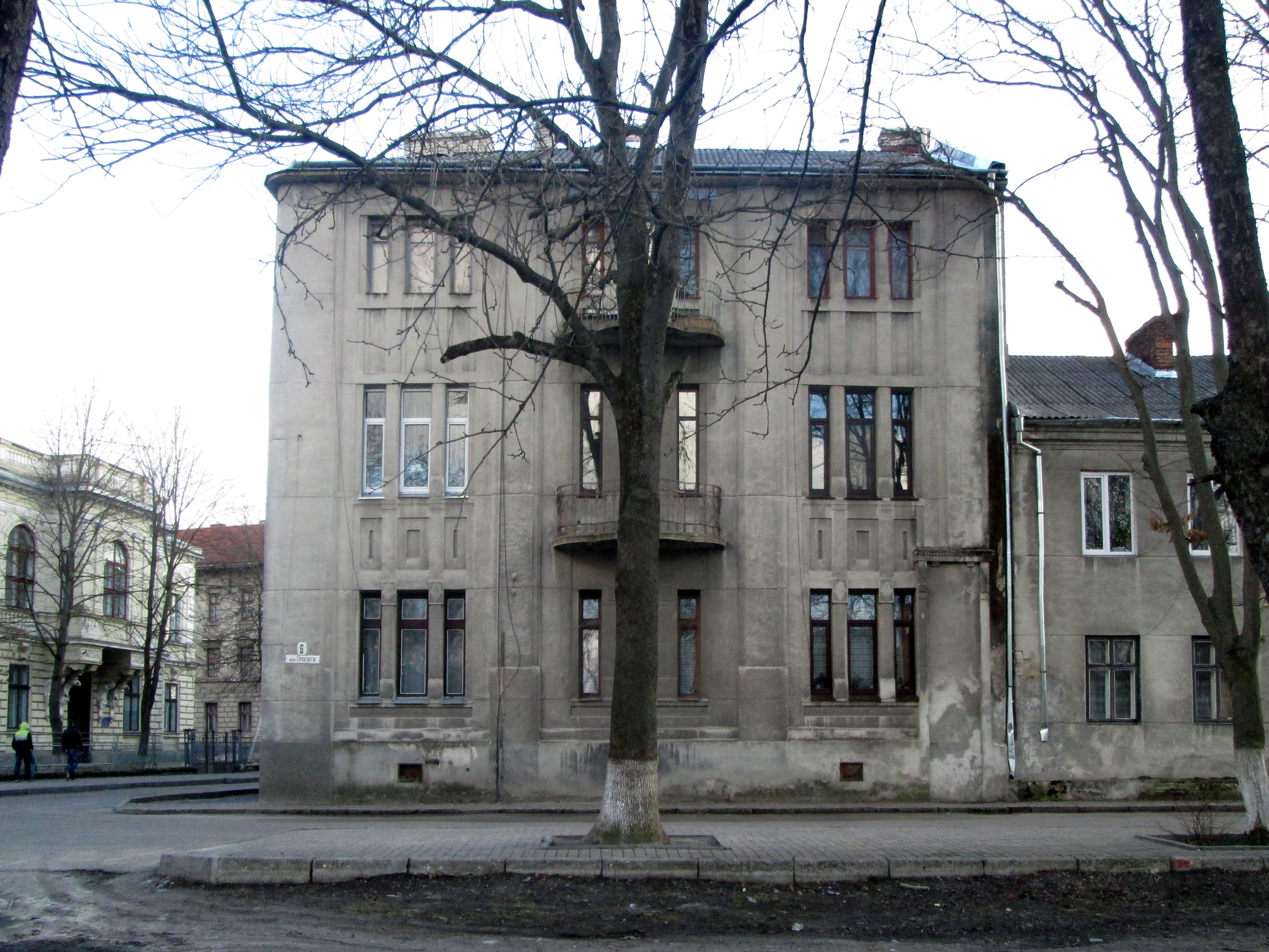
Кам'яниця Л. Блоха (ріг вулиць Коцюбинського та Просвіти)
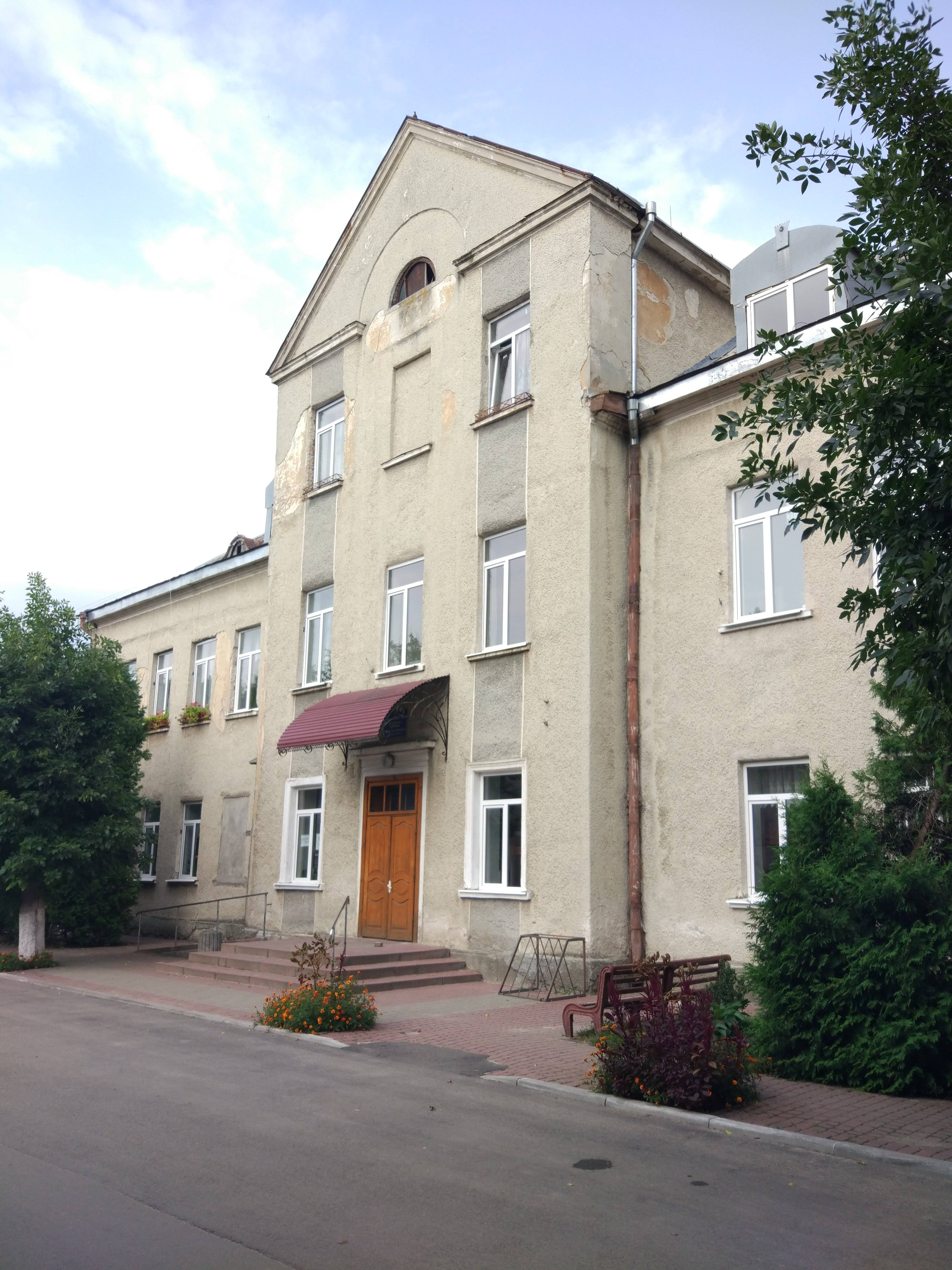
Колишня будівля каси хворих
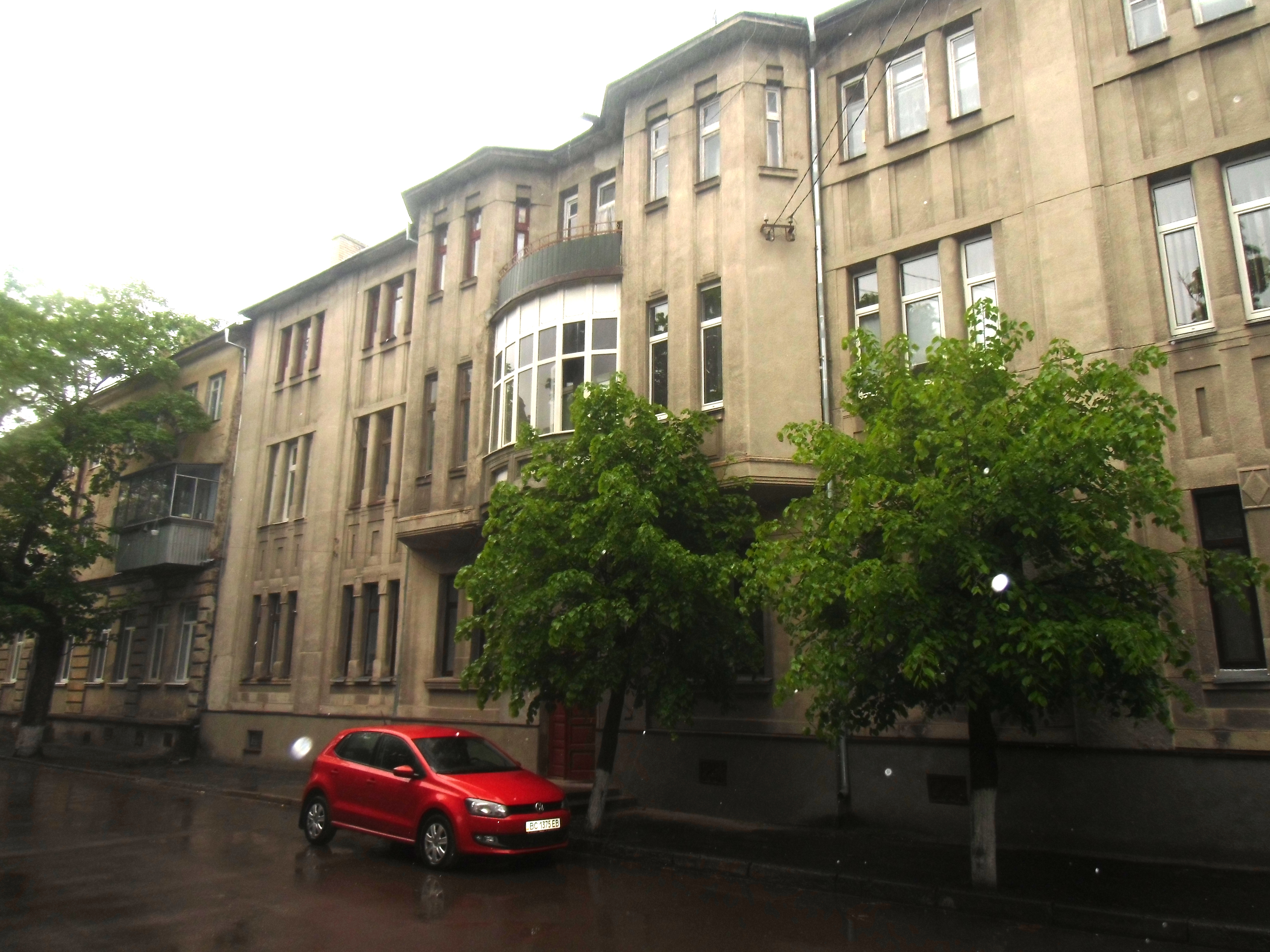
Будинок на вул. Коцюбинського початку XX ст.
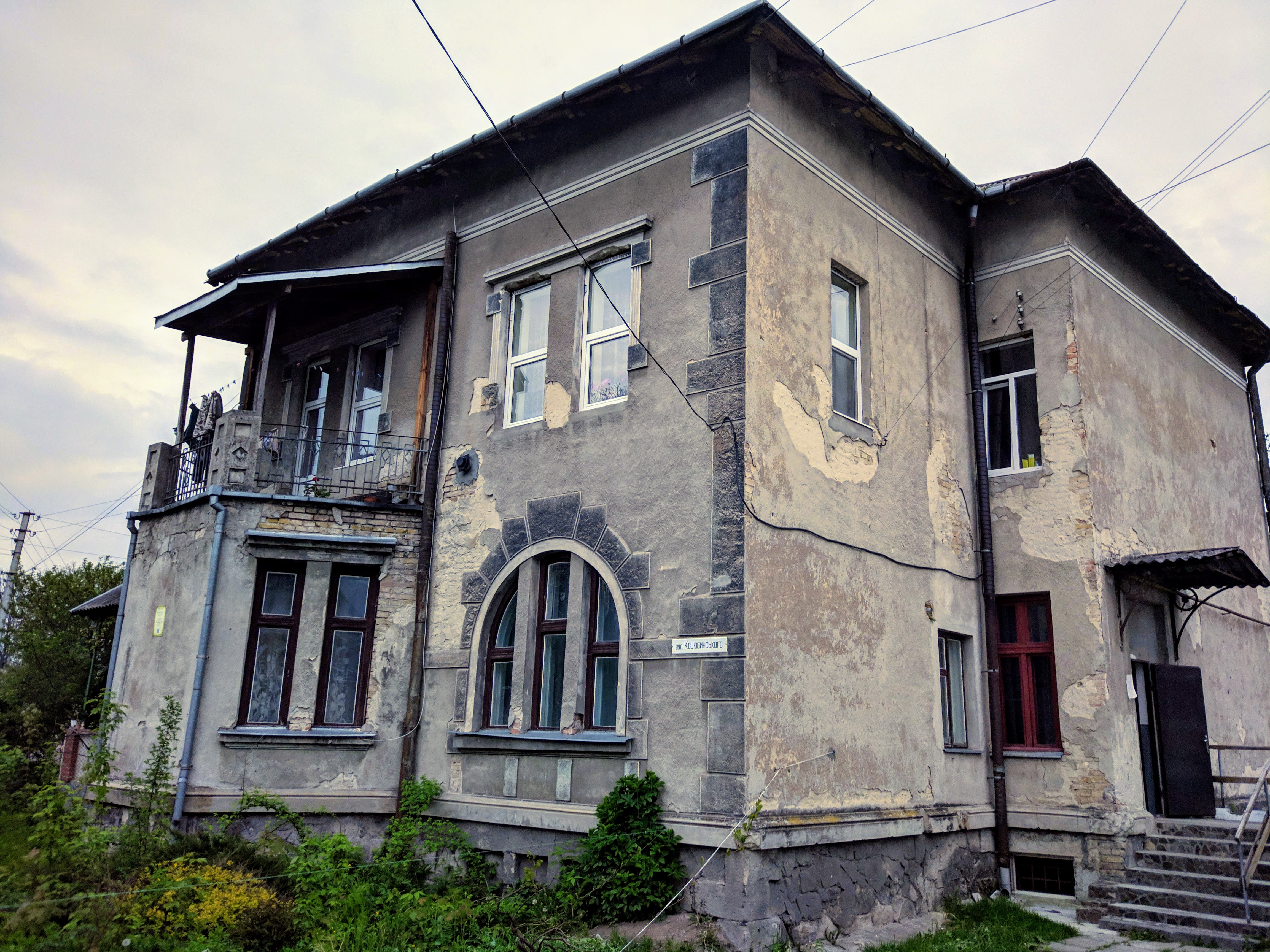
Вілла Яна Вольніка

## Пам'ятники, меморіальні таблиці
- Пам'ятник видатним учням і викладачам Бродівської гімназії (автор — скульптор Богдан Романець), встановлений у жовтні 1986 року на подвір'ї Бродівської гімназії ім. І. Труша[11]. Від 1987 року є пам'яткою історії місцевого значення під охоронним № 1436-м[12].
- Пам'ятник Маркіяну Шашкевичу (автор — скульптор Віталій Рожик, м. Коростишів)[13], встановлений на подвір'ї Бродівського педагогічного коледжу у травні 2005 року коштом студентів та викладачів навчального закладу[14].
- Пам'ятний знак Героям Небесної Сотні (автори — львівські скульптори Володимир Михайлович Оврах та його сини Андрій та Роман), встановлений у листопаді 2015 року у сквері перед Бродівським педагогічним коледжем імені М. Шашкевича на місці демонтованого раніше пам'ятника російському полководцю Михайлу Кутузову. Урочисте відкриття відбулося після доброустрою скверу Героїв Майдану 29 травня 2016 року[15].
- У рамках реалізації проєкт «Буковинсько-Галицький літературний маршрут», 31 липня 2019 року на окрайці сходів з правого боку від входу до бродівської гімназії ім. Івана Труша встановлено бронзове погруддя Йозефу Роту. Автор проєкту пам'ятника — львівський скульптор Володимир Цісарик. Відкриття відбулося 4 серпня 2019 року[16].
- Меморіальні таблиці відомим випускникам Бродівської гімназії — австрійському письменнику Йозефу Роту, генералу УГА Миронові Тарнавському та видатному українському художнику Івану Трушу, встановлені на фасаді навчального закладу у 1994, 2000 та 2009 роках відповідно.

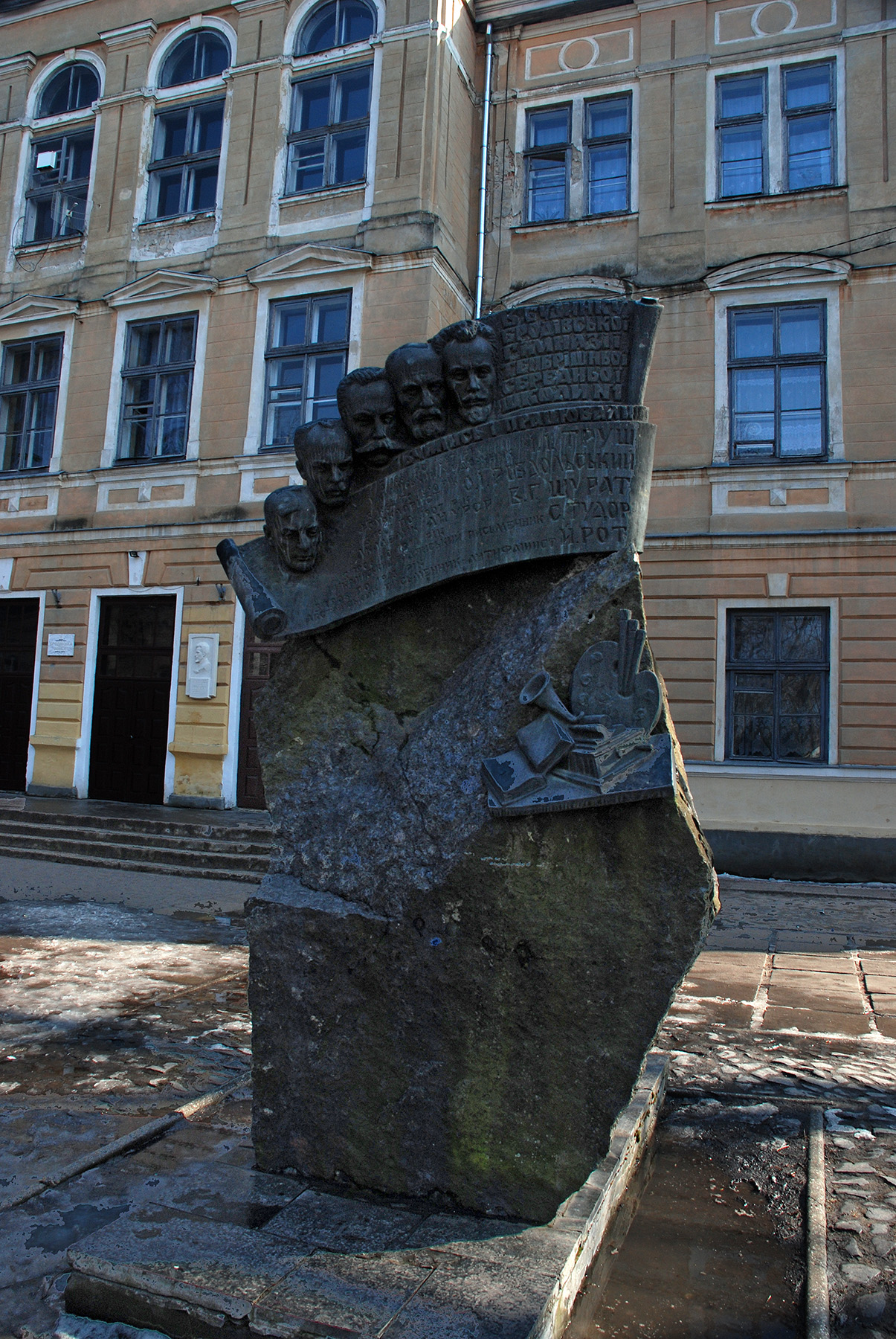
Пам'ятник Видатним учням і викладачам Бродівської гімназії
Меморіальна таблиця генералу УГА Миронові Тарнавському
Меморіальна таблиця художнику Іванові Трушу
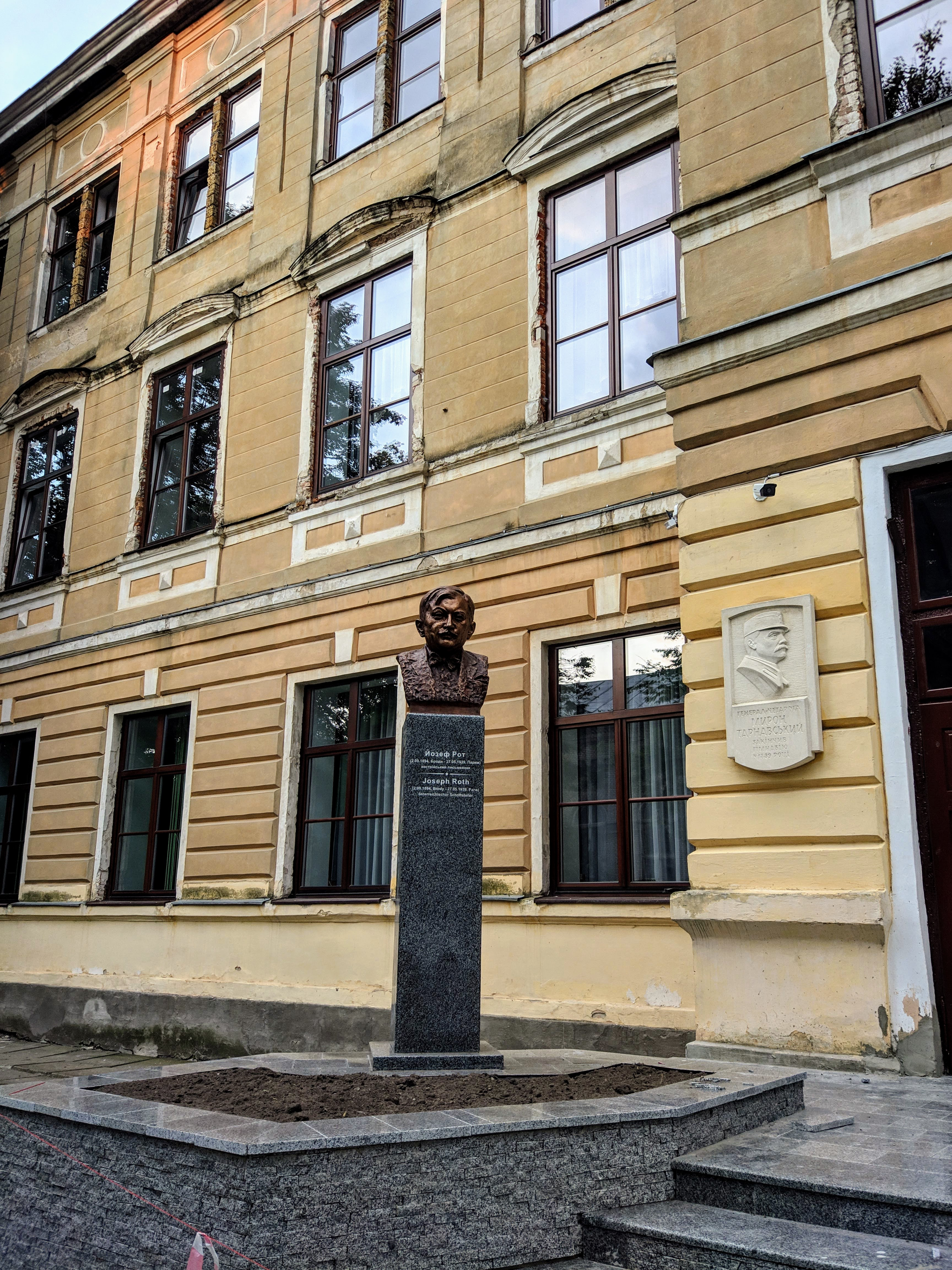
Погруддя Йозефу Роту